# Mercedes-Benz FSK
A Série FSK é um modelo de caminhão da Mercedes-Benz. Fabricado de 2000 a 2005, em 4 versões: 1938 S, 1938 S 6x2, 1944 S e 1944 S 6x2. Este último figurou como até então o caminhão mais potente da marca (435 cv). O modelo Axor substituiu o FSK.
A Série FSK representou uma nova geração de caminhões da Mercedes, e foi considerado o modelo top de linha da marca.

## Versões[1][2][3][4][5][6]

### 1938 S
Essa versão começou a ser produzida em 2000 e foi o modelo que mais tempo ficou em linha: de 2000 a 2005.

#### Produção
| Ano   | Produção (unidades) |
| ----- | ------------------- |
| 2000  | 731                 |
| 2001  | 983                 |
| 2002  | 937                 |
| 2003  | 500                 |
| 2004  | 689                 |
| 2005  | 1.557               |
| Total | 5.397               |

### 1938 S 6x2
Entrou em linha em 2003, tinha 2 eixos traseiros e durou só 2 anos.

#### Produção
| Ano   | Produção (unidades) |
| ----- | ------------------- |
| 2003  | 688                 |
| 2004  | 1.637               |
| Total | 2.325               |

### 1944 S
Apareceu em 2002, foi a segunda versão a entrar em linha e durou de 2002 a 2005.

#### Produção
| Ano   | Produção (unidades) |
| ----- | ------------------- |
| 2002  | 33                  |
| 2003  | 82                  |
| 2004  | 77                  |
| 2005  | 209                 |
| Total | 401                 |

### 1944 S 6x2

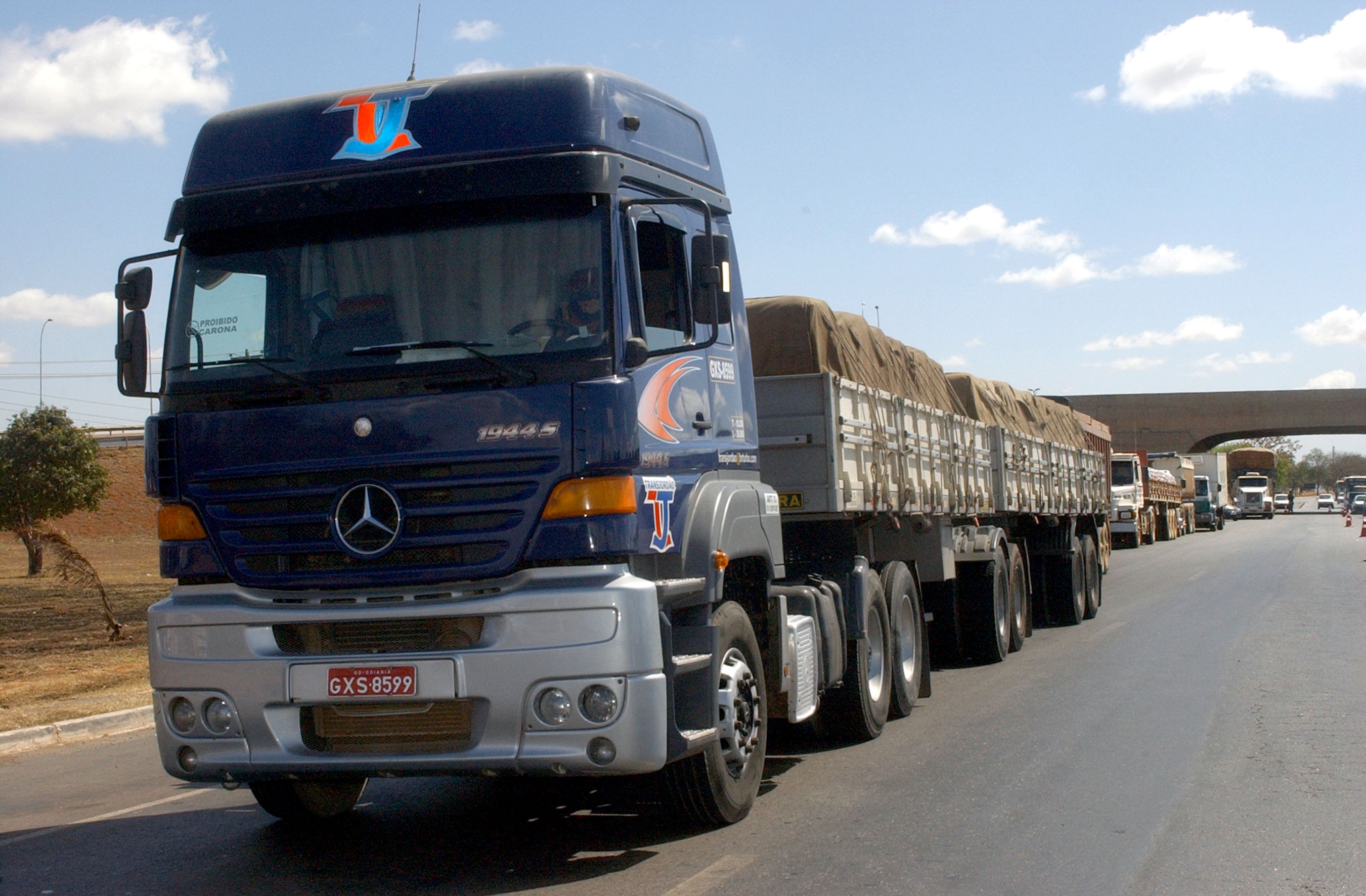
1944 S 6x2

Assim como o 1938 S 6x2, também começou a ser fabricado em 2003 e também durou só 2 anos.

#### Produção
| Ano   | Produção (unidades) |
| ----- | ------------------- |
| 2003  | 303                 |
| 2004  | 563                 |
| Total | 866                 |

## Produção total (incluindo todas as versões)
| Ano   | Produção (unidades) |
| ----- | ------------------- |
| 2000  | 731                 |
| 2001  | 983                 |
| 2002  | 970                 |
| 2003  | 1.573               |
| 2004  | 2.966               |
| 2005  | 1.766               |
| Total | 8.989               |